# Experimental Lakes Area
Koordinaten: 49° 47′ N, 93° 49′ W
Die Experimental Lakes Area (kurz: ELA) ist eine Forschungseinrichtung des DFO (Department of Fisheries and Oceans) im Kenora District Kanadas. Diese umfasst 58 Seen mit ihren zugehörigen Einzugsgebieten und einigen zusätzlichen kleineren Flussabschnitten. In diesem Areal wurden Ganzsee-Experimente durchgeführt, um ein besseres Verständnis von aquatischen Ökosystemen zu erhalten. Über die Jahrzehnte sind Versuche in beeindruckender Größenordnung durchgeführt wurden, wie beispielsweise die Errichtung eines Dammes, die Einrichtung von Fischfarmen oder die Zugabe von Umweltgiften in ganze Seen. Viele Ergebnisse der Experimente haben Eingang in die Umweltpolitik gefunden und Bereiche der Limnologie, Hydrologie und Klimatologie maßgeblich beeinflusst.

## Geschichte
Seit den 1960er Jahren kam es in den Großen Seen zu vermehrten Algenblüten als Folge der wachsenden Entwicklung der Bevölkerung und Industrie im Einzugsgebiet. Dies wurde schnell zu einem ernsten Problem für die kommerzielle Fischerei. Im Jahr 1966 wurde das Freshwater Institute (FWI) in Winnipeg gegründet mit der Aufgabe, die Eutrophierung von Seen zu untersuchen. Der damalige Direktor W. E. Johnson konnte die Regierungen von Kanada und Ontario von dem Vorhaben überzeugen, mithilfe von Ganzsee-Experimenten eine Erklärung zu finden. Nach zweijähriger Suche einigte man sich auf das Gebiet im Kenora District.
Das erste Experiment begann im Juni 1968 unter Leitung von David W. Schindler mit der Eutrophierung des Lake 227. Die Erkenntnisse führten dazu, dass Kanada als erstes Land Phosphatwaschmittel verbot.
Die Station entwickelte sich schnell weiter von einem provisorischen Kamp zu einer festen Einrichtung mit 30 Gebäuden und 50 Angestellten Mitte der 1970er.
Im Jahr 1979 wurde das Freshwater Institute (FWI) an das Department of Fisheries and Oceans (DFO) übertragen. Diese Entscheidung hatte weitreichende Folgen für die ELA, da das DFO sich hauptsächlich mit Problemen im marinen Bereich auseinandersetzte. Dies führte zu zunehmenden Problemen bei der Finanzierung der Forschung.
1996 stand die ELA erstmals im Zuge von Einsparmaßnahmen vor dem Aus, konnte aber erhalten bleiben.

## Die Manipulation von Ökosystemen
Die Bedeutung dieser Form des ökologischen Experimentes liegt darin, dass bestimmte physikalische Prozesse und Organismen nicht in verkleinerten Maßstab betrachtet werden können.
Auf der anderen Seite kann man die Wiederholbarkeit des Experimentes und die Kontrolle seiner Bedingungen nicht mehr gewährleisten.
Als das Gebiet der heutigen ELA ausgesucht wurde, versuchte man diese Faktoren mit einzubeziehen. Die Seen und die angrenzenden Kiefernwälder liegen alle auf Granitstein, was den Zufluss von Grundwasser minimiert. Zudem wurde bewusst ein kaum besiedeltes Gebiet mit wenig Entwicklungstendenzen ausgewählt. Dies sollte den menschlichen Einfluss minimal halten, außer solchen der wissenschaftliche Nutzung.

### Experimente mit Endokrinen Disruptoren
Es wurde untersucht, welche Auswirkungen die Zugabe von Ethinylestradiol hat. Dieses synthetische Verhütungsmittel wurde 2001 dem Lake 223 zugesetzt und entsprach von der Dosierung (5–6 ng) der häufig gemessenen Konzentration in Abwässern. Dabei wurde die Fischpopulation der Amerikanischen Dickkopfelritze (Pimephales promelas) betrachtet. Nach wenigen Wochen konnte man eine Verweiblichung der Männchen feststellen in Form von einer Überproduktion an weiblichen Hormonen (Vitellogenin) und einer veränderten Gonadenentwicklung. Es fand keine Reproduktion mehr statt, und die Anzahl der Elritzen verringerte sich drastisch. Nach drei Jahren wurde das Experiment beendet, um ein Verschwinden der Population zu verhindern.

## Ausblick
Auf Grund von Budgetkürzungen der kanadischen Regierung sollte die ELA am 31. März 2013 geschlossen werden. Eine Initiative aus kanadischen Wissenschaftlern und besorgten Bürgern versuchte durch Proteste und Petitionen die Regierung unter Stephen Harper zum Einlenken zu bewegen. Daneben wurde versucht, über eine Fundraising-Finanzierung die ELA als unabhängige Institution zu erhalten. Im April 2013 wurde bekannt, dass in der ELA vorerst weitergearbeitet werden kann. Einen Monat später unterzeichnete das DFO eine Absichtserklärung, auf deren Grundlage die ELA an das International Institute for Sustainable Development (IISD) übertragen werden soll. Das kanadische nicht-staatliche Institut, das seit seiner Gründung ohne Gewinnabsichten arbeitet, forscht hauptsächlich auf dem Gebiet der nachhaltigen Entwicklung. Seit 2014 arbeiten die IISD und die ELA dauerhaft zusammen.